# Uch
Uch o Uchch (apareix també com Uchh) o "Lloc Alt", modernament Uch Sharif ([panjabi اوچ شریف) és una antiga ciutat del Pakistan a uns 60 km al sud-est de Bahawalpur, a la província de Panjab. Antigament estava a la confluència de l'Indus i el Chenab però actualment es troba a uns 100 km de la confluència. Al segle xiii s'hi van construir les tombes de Bibi Jawindi, Bahaal-Halim i Djalal al-Din Bukhari, considerades peces mestres de l'arquitectura musulmana i incloses a la llista d'aspirants a Patrimoni de la Humanitat. Està situada a 29° 14′ N, 71° 04′ E / 29.233°N,71.067°E a la riba sud del Sutlej a l'altre costat de la confluència amb el Chenab. La població el 1901 era de 7.583 habitants amb un conjunt de tres petits pobles.

## Història
Sir Alexander Cunningham la identifica amb la ciutat d'Ussa Alexandria fundada per Alexandre el Gran al lloc de trobada dels rius del Panjab, però els autors grecs parlen més aviat d'Oxydracae; seria també la ciutat esmentada per Rashid al-Din com capital d'un dels quatre principats del Sind sota Ayan el fill de Kafand, però aquesta identificació és bastant incerta. El 1006 Mahmud de Gazni va conquerir una ciutat anomenada Bhatiah, prop de Multan, que podria ser Uchch.
Al segle xii era coneguda com a Deogarh, la "fortalesa dels déus" i el seu governant Deo Singh va fugir a Marwar quan el predicador musulmà Sayyid Djalal al-Din Bukhari va arribar al lloc, va convertir a l'islam a la filla de Deo Singh, Sundarpuri, i va construir un fort anomenat tichha o uchh ("alt"). Des de llavors fou coneguda pels musulmans com Uch-i-Sharif o Uch la Sagrada. Fou conquerida per Muizz al-Din Muhammad de Ghur el 1176.
Al final del segle xii va esdevenir una ciutat principal del Sind Superior sota Nasir al-Din Kubača, antic general gúrida; Djalal al-Din Manguberti la va incendiar el 1223. Després fou conquerida a Nasir al-Din Kubača pel sultà de Delhi Iltutmish el 1228. Els canvis en el curs dels rius li van arrabassar la seva importància estratègica. Sota Akbar fou part de l'Imperi Mogol quan ja la ciutat era poc més que un poble. Hi ha les tombes de diversos místics.